# Шигалі (Канаський район)
Шигалі́ (рос. Шигали, чув. Шăхаль) — село у складі Канаського району Чувашії, Росія. Входить до складу Кошноруйського сільського поселення.
Населення — 293 особи (2010; 305 у 2002).
Національний склад:
- чуваші — 99 %